# Phare d'Anclote Key
Le phare d'Anclote Key (en anglais : Anclote Key Light) est un phare situé sur Anclote Key (en), une île de la Côte du Golfe dans le comté de Pinellas en Floride.
Il est inscrit au Registre national des lieux historiques depuis le 1er avril 1999 sous le n° 99000410.

## Histoire
Anclote Key est la plus grande des Anclote Keys. Le phare est une tour pyramidale à claire-voie, peinte en brun, avec une lanterne noire. Après l’automatisation du phare en 1952, la tour et d’autres bâtiments sur le site ont souvent été vandalisés, gênant le bon fonctionnement du phare. Les garde-côtes ont déterminé que la lumière n’était plus nécessaire et l’ont désactivée en 1984.
Le site a finalement été cédé à l’État de Floride et ajouté au parc d'État d'Anclote Key. En 2003, le phare a été restauré et rallumé à l'aide d'une reproduction d'une lentille de Fresnel de quatrième ordre. L'île n'est accessible que par bateau.

## Description
Le phare   est une tour métallique de 31 m de haut, avec une galerie circulaire et une lanterne. La tour est peinte en brun rougeâtre et la lanterne est noire. Son feu maritime émet, à une hauteur focale de 34 m, quatre éclats blancs par période de 30 secondes. Sa portée est de 19 milles nautiques (environ 35 km).
Identifiant : ARLHS : USA-013 ; USCG : 3-1555 ; Amirauté : J3273.

### Lien connexe
- Liste des phares en Floride